# 亚历山大·达尔加诺
亚历山大·达尔加诺（英語：Alexander Dalgarno，1928年1月5日—2015年4月9日），英国物理学家，哈佛大学菲利普斯天文学教授。

## 生平
他曾在伦敦大学学院学习数学和原子物理学，1951年获伦敦大学学院理论物理学博士学位。他在贝尔法斯特女王大学做学者，1967年迁往哈佛大学。达尔加诺对散射理论，大气物理与化学、天体物理学、理论化学皆有贡献，并且是分子天体物理学的开创者。其发表的论文超过600篇。2013年获富兰克林奖章。小行星6941是以他的名字命名的。